# Gerrit de Wit (voetballer)

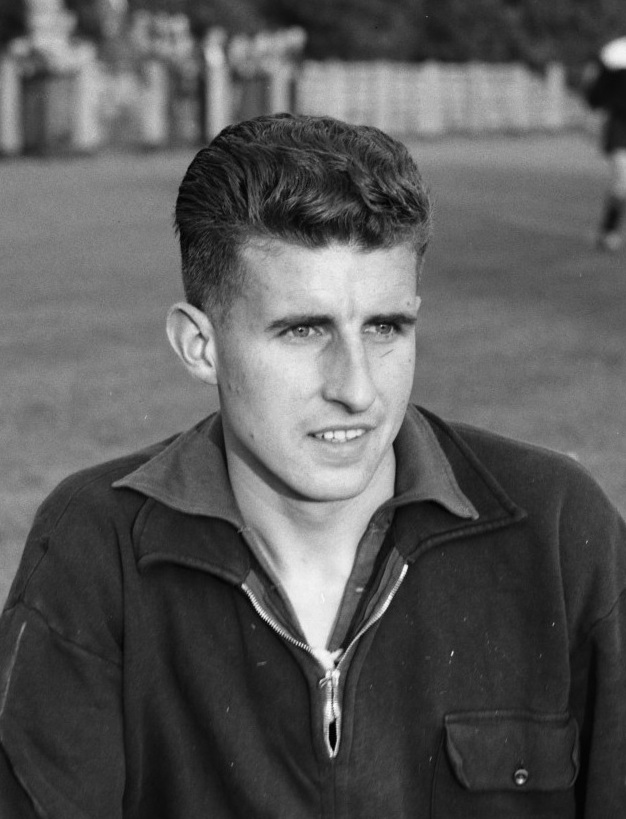

Gerrit de Wit (Oosterhout, 24 september 1934 – Oosterhout, 25 september 1998) was een Nederlands profvoetballer. Hij speelde 175 wedstrijden voor Willem II in de eredivisie, waarin hij 27 doelpunten maakte.

## Carrière
De Wit speelde op 11 september 1955 als twintigjarige zijn eerste wedstrijd voor Willem II. uit tegen de Volewijckers. Hij scoorde daarbij één keer. De Wit scoorde op 2 september 1956 ook Willem II's eerste doelpunt in de Eredivisie, tegen Feijenoord. Eindstand 3-3. De Wit scoorde in totaal 49 doelpunten voor Willem II in 261 wedstrijden (1955 t/m 1964). Hij speelde als enige alle wedstrijden in het kampioensjaar 1957/1958. De Wit maakte zowel op 11 mei 1958, uit tegen AGOVV, als op 18 mei 1958, thuis tegen Roda Sport, een hattrick. Hij gaf in die laatste wedstrijd ook twee assists. In de beslissingswedstrijd voor promotie naar de eredivisie gaf hij de assists voor het eerste en het derde doelpunt en scoorde hij zelf het tweede doelpunt. Op 31 augustus 1958 scoorde Gerrit de Wit in de eredivisie zijn 3e hattrick dat jaar in de uitwedstrijd tegen Fortuna '54.
De Wit maakte de overstap naar Willem II in januari 1955, het jaar waarin Willem II de eerste landskampioen in het betaald voetbal werd. In 1953-1954 was hij tevergeefs benaderd door R.B.C., LONGA, en N.A.C. Hiervoor speelde hij voor T.S.C. (1950/1951 t/m 1954/1955) uit Oosterhout, waar hij vanaf zijn zestiende vijf jaar deel uitmaakte van het eerste elftal.

## Nationale teams
De Wit speelde als T.S.C.er enkele wedstrijden als spits in het Nederlandse jeugdelftal. Op 4 april 1954 won het Nederlands jeugdelftal met De Wit in de spits met 3-1 van de Belgen, in Antwerpen.
Gedurende zijn diensttijd speelde hij als T.S.C.er voor het Nederlands militaire elftal. Hij speelde diverse kwalificatiewedstrijden tegen o.a. België en Portugal en het kampioenschap om de inter-geallieerde voetbalcup in Italië, met onder meer  Italië, Turkije en Egypte. De Wit scoorde in de wedstrijd tegen Italie.
Op 30 mei 1956 debuteerde de Willem II-er als midvoor in het Nederlands amateurelftal dat in 's-Gravenhage gelijk speelde tegen de Schotse amateurs. Eindstand 2-2
De Wit stond als enige amateur in het Nederlands bondselftal, dat op 24 juni 1956 in het Olympisch stadion speelde tegen Milano. Eindstand 0-0
5 september 1956 speelde De Wit in het Nederlands elftal als linkhalf en in de voorhoede tegen de Duitse club Karlruhe S.C.. Eindstand 4-3
De Wit speelde op 15 september 1956 met  Nederland B tegen Zwitserland B in Arnhem. Eindstand 2-2.
Als multifunctionele speler werd hij bij Willem II in negen jaar op bijna alle elftalplaatsen opgesteld. Zijn voorkeur ging uit naar de linkshalfplaats, maar bij Willem II speelde hij meestal linkscentraal op het middenveld.
De Wit won in 1962/63 de KNVB beker met de Tricolores. Daardoor speelde hij in september en oktober 1963 met Willem II twee keer als basisspeler tegen Manchester United, in het Europacup II-toernooi (1-1 en 6-1 verlies). Matt Busby, de coach van Manchester United, roemde hem bij de eerste wedstrijd als beste speler van Willem II.
Na zijn actieve voetbalcarrière was De Wit trainer van onder meer amateurclub Be Ready (Hank).

## Overzicht clubs
| Seizoen | Club      | Competitie     | Wedstrijden | Doelpunten |
| ------- | --------- | -------------- | ----------- | ---------- |
| 1955/56 | Willem II | Hoofdklasse B  | 32          | 5          |
| 1956/57 | Willem II | Eredivisie     | 33          | 9          |
| 1957/58 | Willem II | Eerste divisie | 33          | 17         |
| 1958/59 | Willem II | Eredivisie     | 34          | 9          |
| 1959/60 | Willem II | Eredivisie     | 33          | 3          |
| 1960/61 | Willem II | Eredivisie     | 28          | 1          |
| 1961/62 | Willem II | Eredivisie     | 19          | 1          |
| 1962/63 | Willem II | Eredivisie     | 28          | 4          |
| 1963/64 | Willem II | Eerste divisie | 11          | 0          |